# Walter Del-Negro
Walter Del-Negro (* 1. August 1898 in Salzburg; † 15. August 1984) war ein österreichischer Philosoph und Geologe.

## Leben
Walter Del Negro war der jüngste von drei Brüdern. Er wuchs im elterlichen Gut Emslieb in Morzg im Süden der Stadt Salzburg auf und besuchte in Salzburg das Gymnasium, wo der stets herausragende Schüler 1916 die Matura mit Auszeichnung absolvierte. 1916/17 studierte er zunächst in Wien, dann in Innsbruck. Sein Studium umfasste die Philosophie, Geschichte, Kunstgeschichte, Geographie und Geologie.

## Werk
Del-Negro verfasste sechs philosophische Monographien und 34 Aufsätze. Dazu kommen noch Veröffentlichungen aus den Gebieten der Geographie und Kunstgeschichte. In den 1930er Jahren sympathisierte er mit dem Nationalsozialismus, was sich u. a. in der Publikation »Die Philosophie der Gegenwart in Deutschland« von 1942 niederschlug.
Seine geowissenschaftlichen Veröffentlichungen zeigen ein besonderes Interesse mit dem Bau der Nördlichen Kalkalpen. Geländestudien in der Gaisberggruppe hat er mit 80 Jahren noch selbst durchgeführt. Die Aufmerksamkeit eines größeren Kreises erlangte er durch das 1950 erschienene Buch über die Geologie.

## Schriften (Auswahl)
Philosophie
- Die Rolle der Fiktionen in der Erkenntnistheorie Friedrich Nietzsches, München 1923
- Der Sinn des Erkennens, München 1926
- Die Philosophie der Gegenwart in Deutschland. Meiner, Leipzig 1942
- Konvergenzen in der Gegenwartsphilosophie und die moderne Physik, Berlin 1970
- Hans Vaihingers philosophisches Werk mit besonderer Berücksichtigung seiner Kantforschung, in: Kantstudien 42 (1937), S. 316–327

Geologie
- Abriss der Geologie von Österreich, Wien 1977
- Geologie des Landes Salzburg, 3. Aufl. 1984

Ein Verzeichnis der 49 geologischen und verwandten Veröffentlichungen sowie der philosophischen Schriften ist dem von Benno Plöchinger verfassten Nachruf im Jahrbuch der Geologischen Bundesanstalt 127/1985 enthalten.